# Tranzistor bipolar

Simbol pentru tranzistoare PNP

Simbol pentru tranzistoare NPN

Tranzistorul bipolar (în engleză: bipolar junction transistor, BJT) este un dispozitiv semiconductor cu două joncțiuni în succesiune npn sau pnp. Cele trei zone se numesc emitor (E), bază (B), colector (C).
Tranzistorul se numește bipolar deoarece conducția este realizată de două tipuri de purtători de sarcină electrică, de semn diferit: electronii (-), respectiv golurile (+). Dacă o să comparăm cu tranzistorul cu efect de câmp (TEC), care face parte din clasa dispozitivelor semiconductoare unipolare, funcționarea lui se bazează doar pe un singur tip de purtători de sarcină, fie electroni, fie goluri, această situație depinzând de modul de realizare a structurii semiconductoare.
Din punct de vedere funcțional un tranzistor este în electronică ceea ce un robinet este în instalațiile mecanice. Acesta permite închiderea sau deschiderea unui circuit electric, acest regim numindu-se "în comutație", când fronturile de schimbare sunt scurte ca durată, bruște, sau este numit "analogic", atunci cand se folosește regimul liniar/tranzitoriu de funcționare.
Tranzistorul se folosește, atât în circuitele electronice digitale cât și cele analogice, de obicei pentru amplifica sau transmite un semnal electric. Simbolurile unui tranzistor bipolar PNP și al unuia NPN sunt prezentate în figurile alăturate.

## Construcție și funcționare
În principiu un tranzistor bipolar este o pastilă de siliciu sau germaniu dopată astfel încât să se creeze trei straturi dopate diferit, și deci două joncțiuni pn; astfel, tranzistoarele pot fi pnp (zona din mijloc dopată cu elemente „donoare” de electroni - cu valența 5, celelalte două dopate cu elemente „acceptoare”, cu valența 3) sau npn (atunci când zonele sunt dopate invers față de situația descrisă anterior, zona din mijloc dopată cu elemente „acceptoare” de electroni - cu valența 3, celelalte două dopate cu elemente „donoare”, cu valența 5)). 
Pentru a obține efectul de amplificare caracteristic tranzistorului, este necesar ca grosimea zonei de bază să fie foarte mică, ceea ce determină ca cele două joncțiuni să nu funcționeze independent. In acest mod, la o modificare a tensiunii aplicate între bornele bază-emitor, se obține o variație semnificativă a curentul dintre emitor și colector, aceasta fiind și proprietatea cea mai importantă a tranzistorului, aceea care permite folosirea lui pe post de amplificator de tensiune sau curent.
Pentru o funcționare corectă concentrația de impurități diferă în cele trei regiuni. Zonele din exterior, emitorul (E) și colectorul (C), sunt dopate cu impurități din același tip. Emitorul (E), este mai puternic dopat și colectorul (C) are o dopare mai slabă cu impurități, dar are o lărgime mult mai mare. Stratul median, baza (B), este foarte îngust și realizat dintr-un material mai puțin dopat decât emitorul, dar de înaltă rezistență.
|                                      |
| Structura tranzistorului bipolar NPN |

|                                      |
| Structura tranzistorului bipolar PNP |

## Tranzistoare bipolare - clasificare
Tranzistoarele bipolare se clasifică după puterea disipată.
1.Tranzistoare de mică putere.
Sunt tranzistoare încapsulate în plastic sau metal și nu sunt destinate montării pe radiator. Rezistenta termică joncțiune capsulă, la aceste tranzistoare este mai mare decât 15°C/W. 

Exemple de tranzistoare bipolare de mică putere
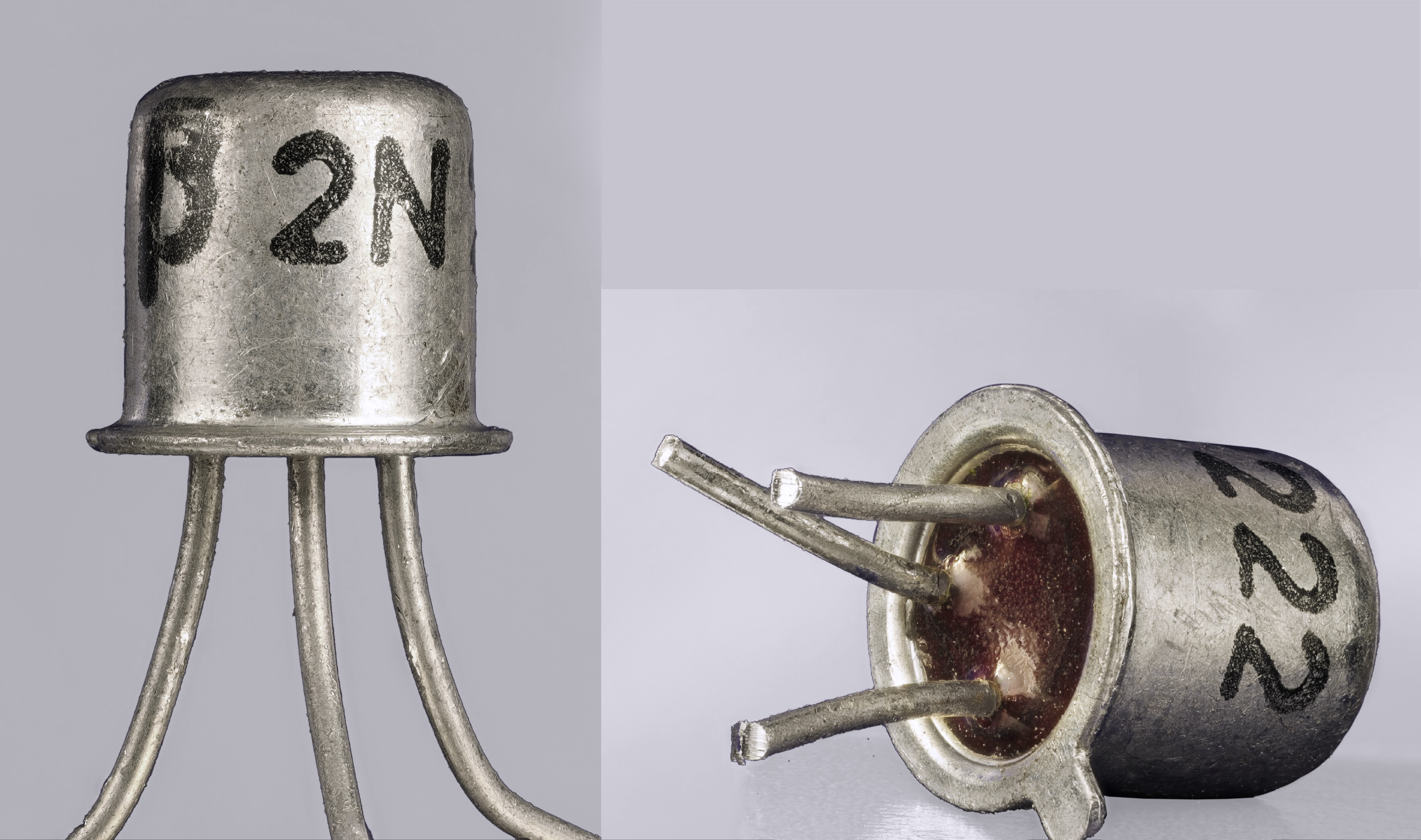
2N2222: NPN, 40 V, 0.8 A , 0.5 W, TO-18
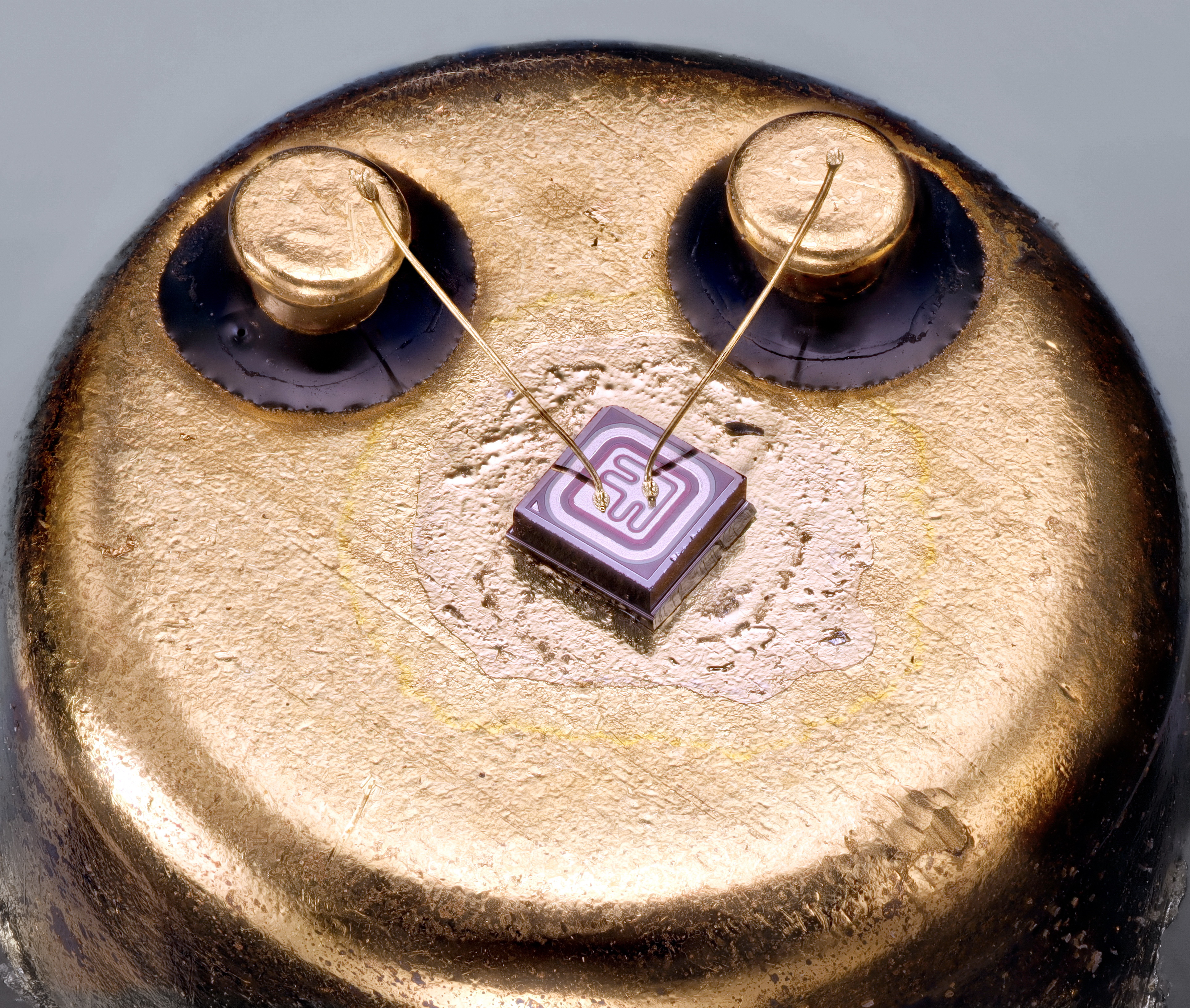
Cristalul de siliciu pentru 2N2222, IPRS Băneasa, România
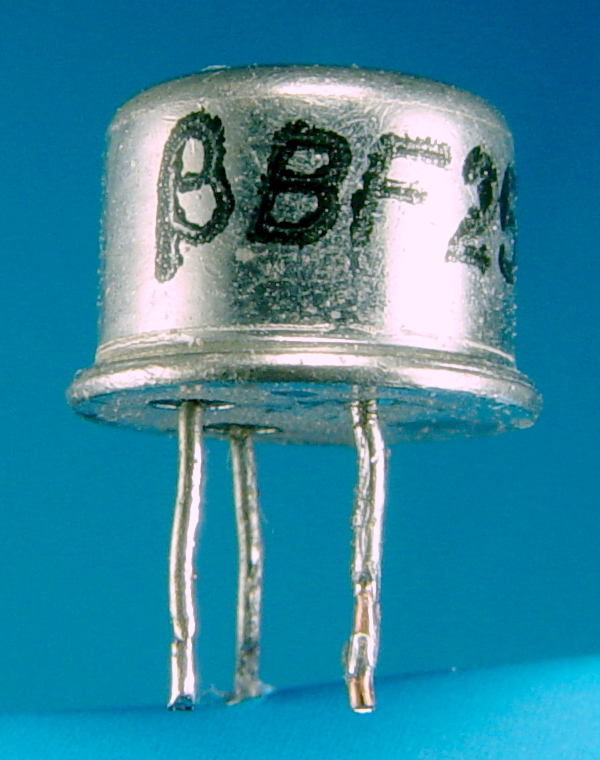
BF257: NPN, 160 V, 0.1 A, TO-39
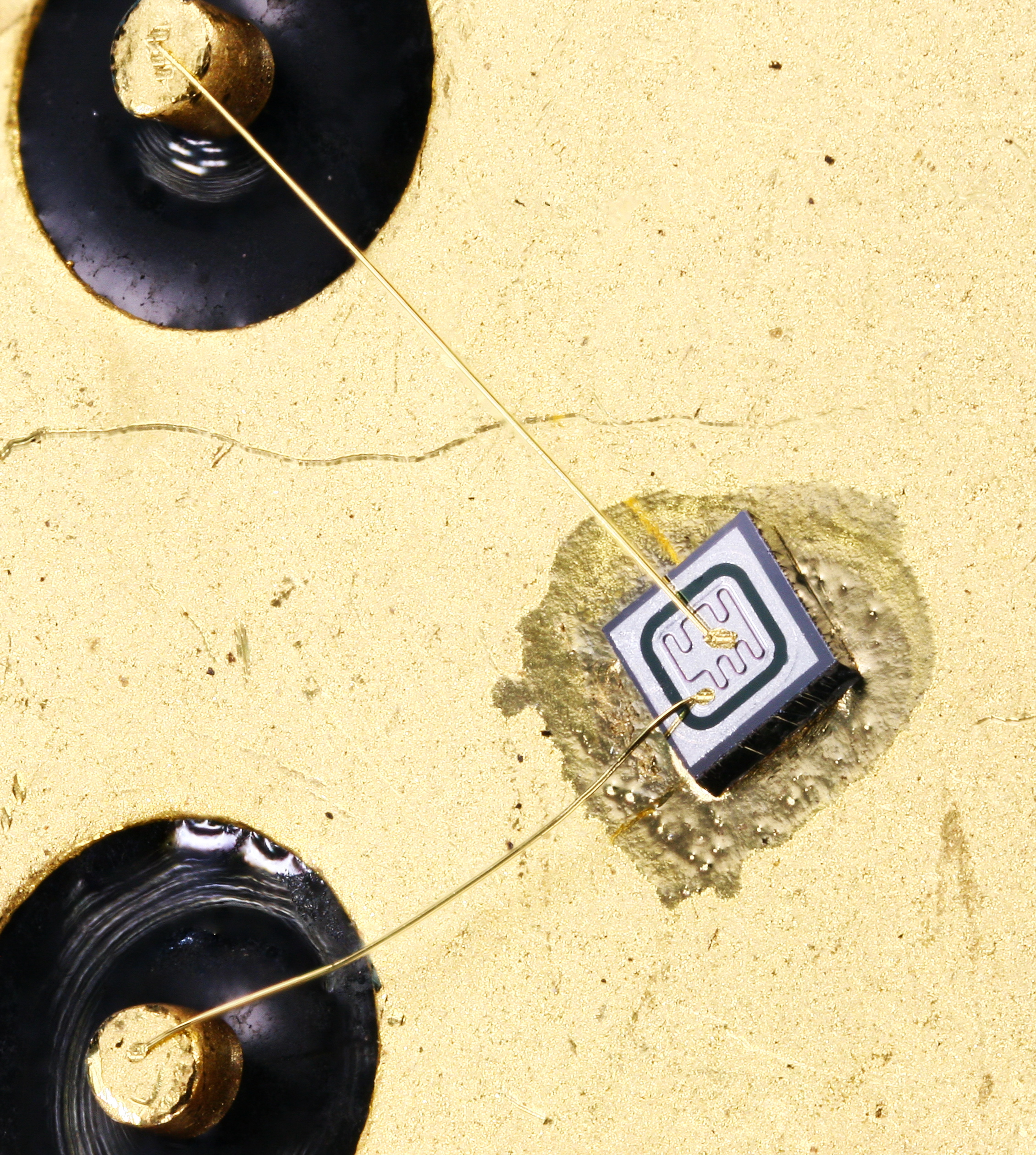
BF257-cristalul de siliciu, tranzistor produs de IPRS Băneasa, România
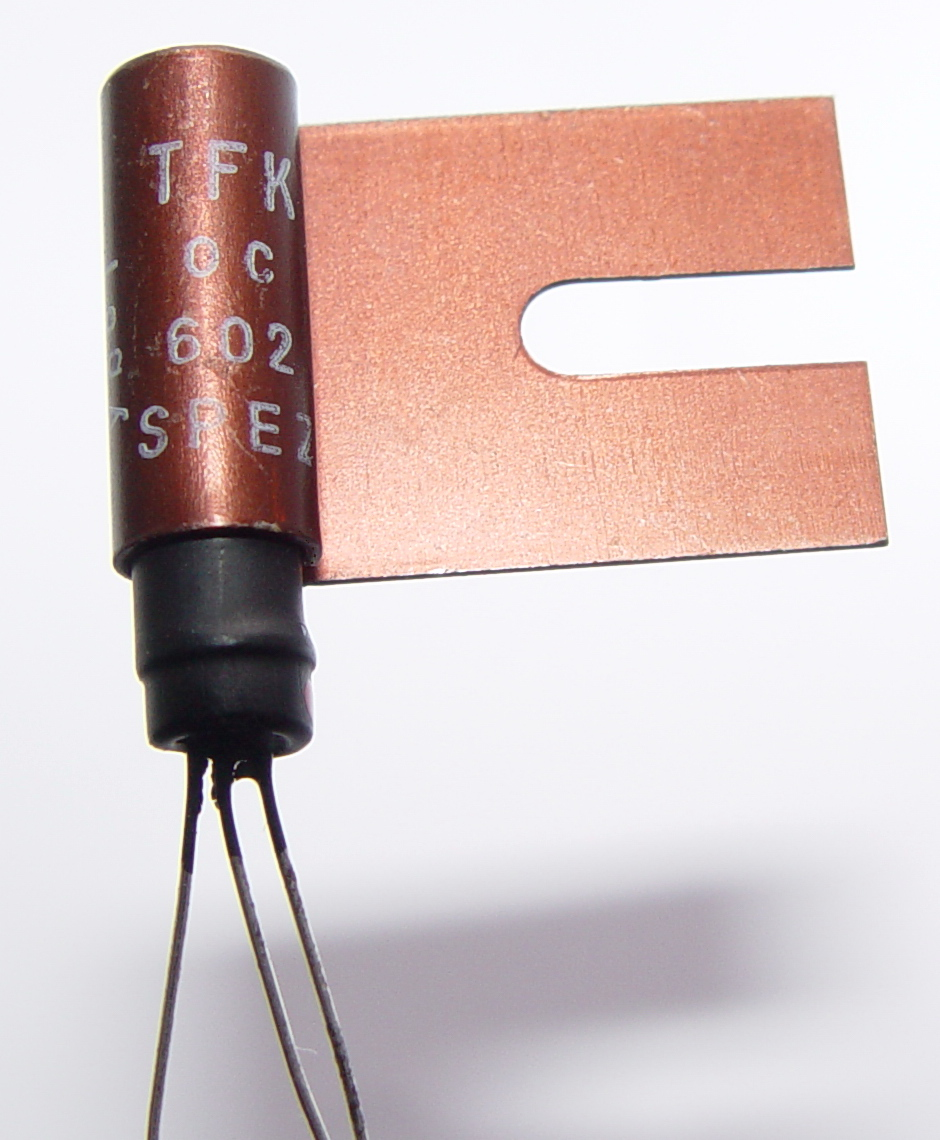
OC602 Spez- produs de Telefunken 1958
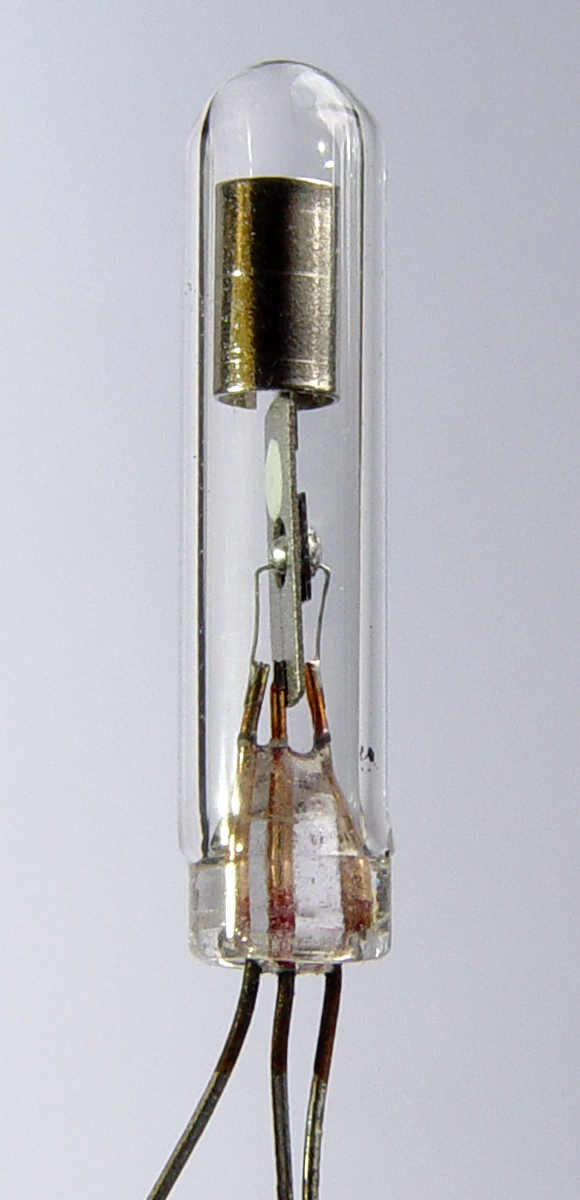
OC602 Spez - tranzistor bipolar cu germaniu amplasat într-o capsulă de sticlă
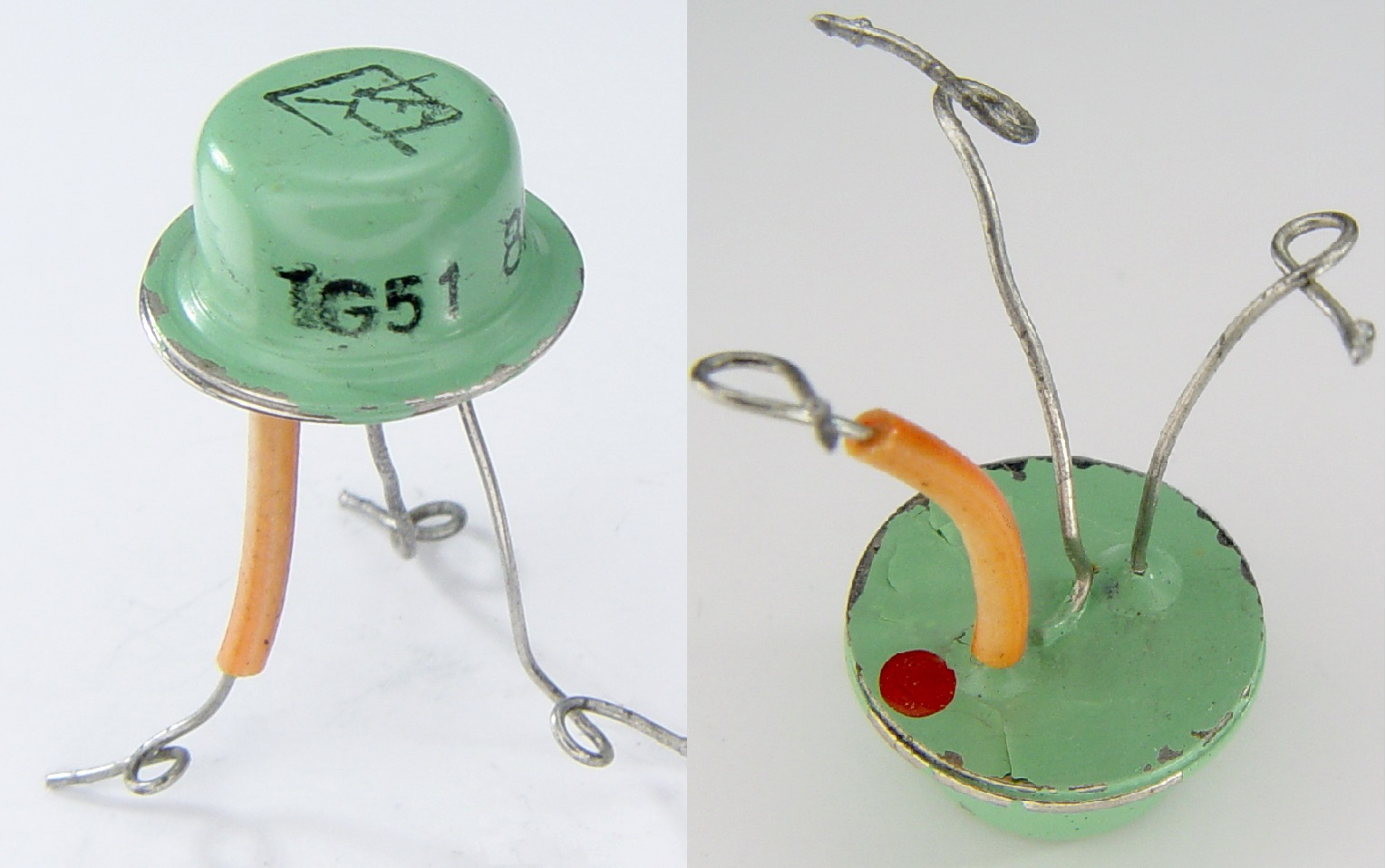
TG51: tranzistor bipolar cu germaniu, PNP, 60 V, 150 mA, 175 mW, 1.2 MHz, fabricat de TEWA-Polonia, 1960
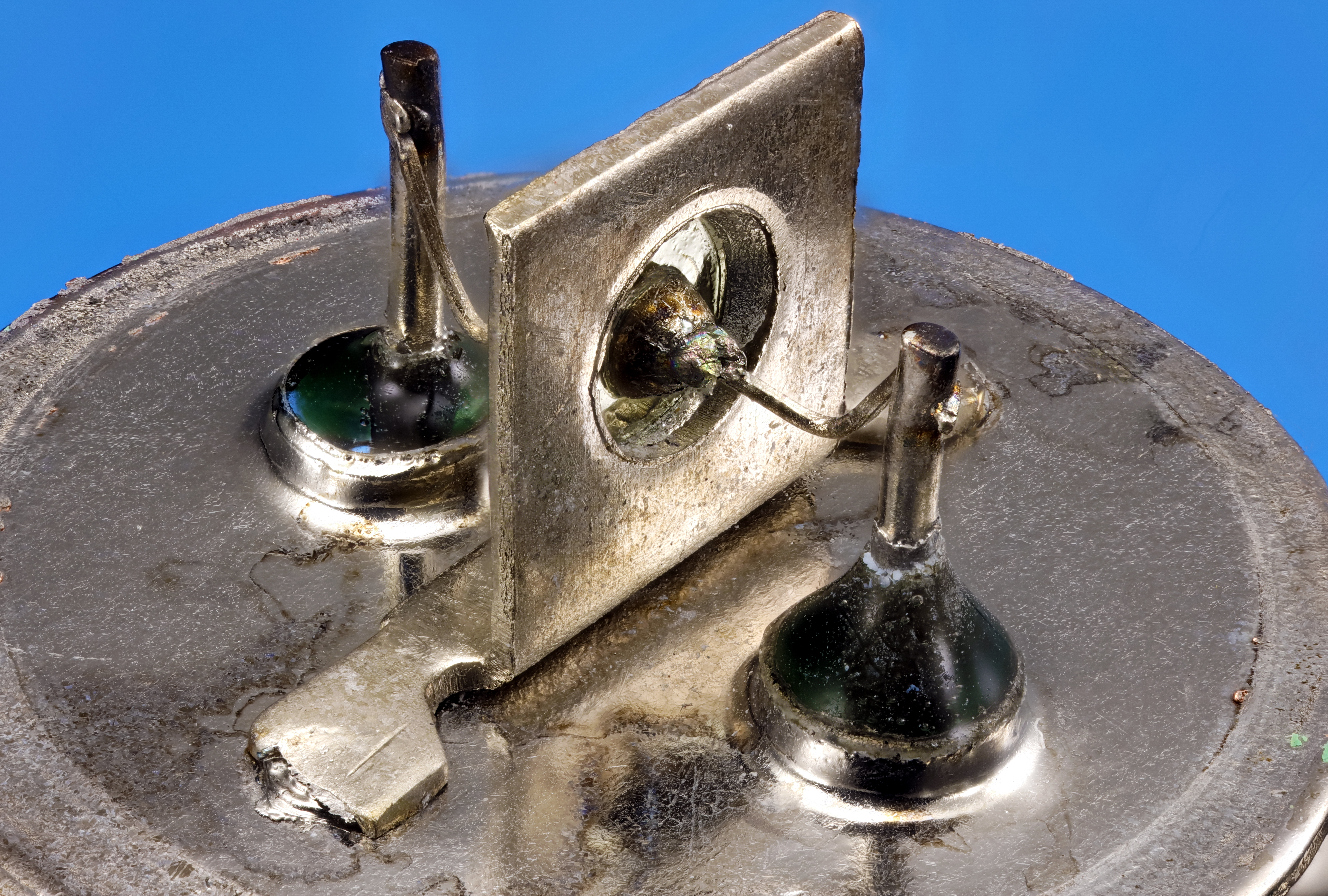
TG51: cristalul de germaniu
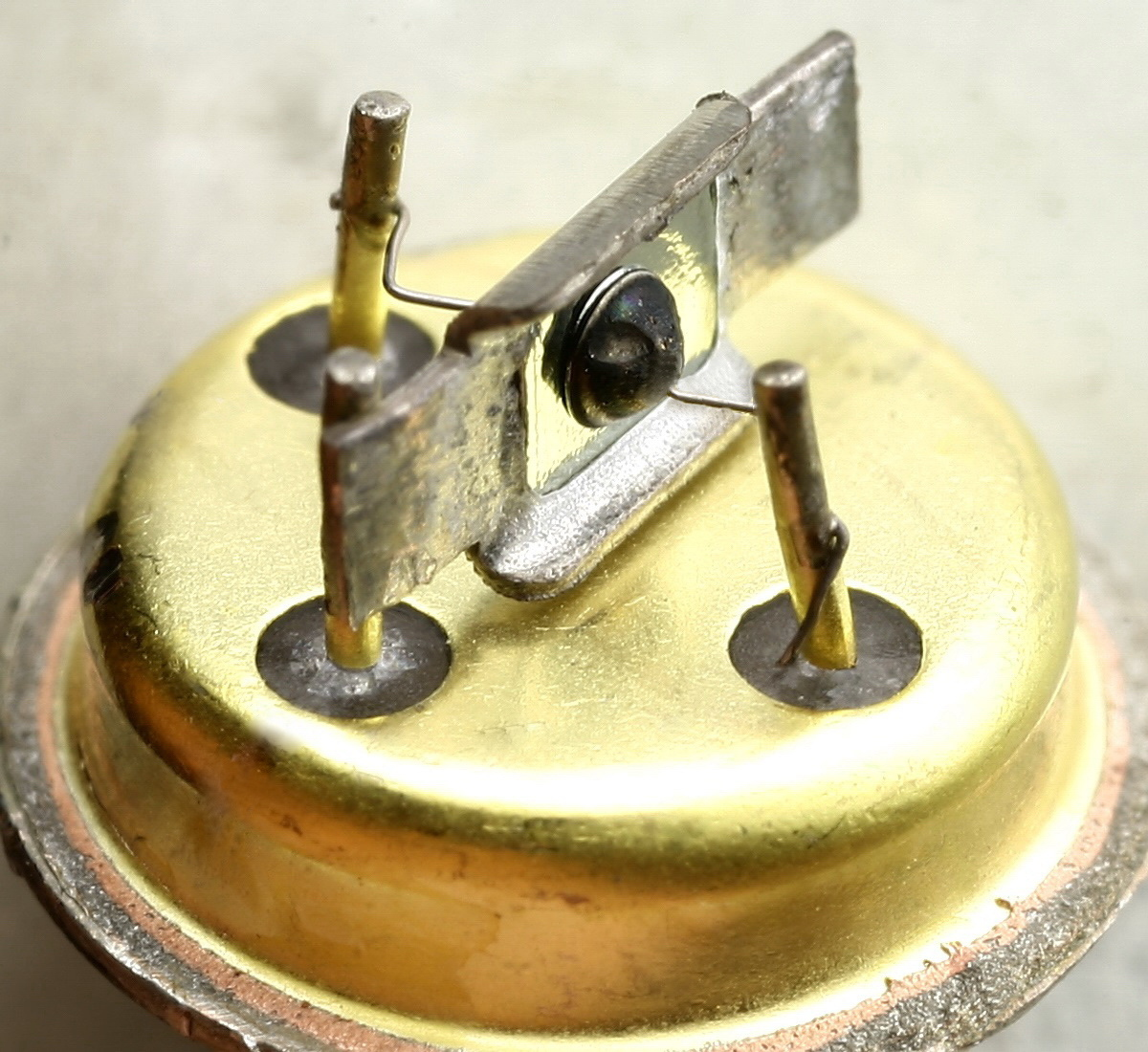
ACY21: tranzistor bipolar cu germaniu
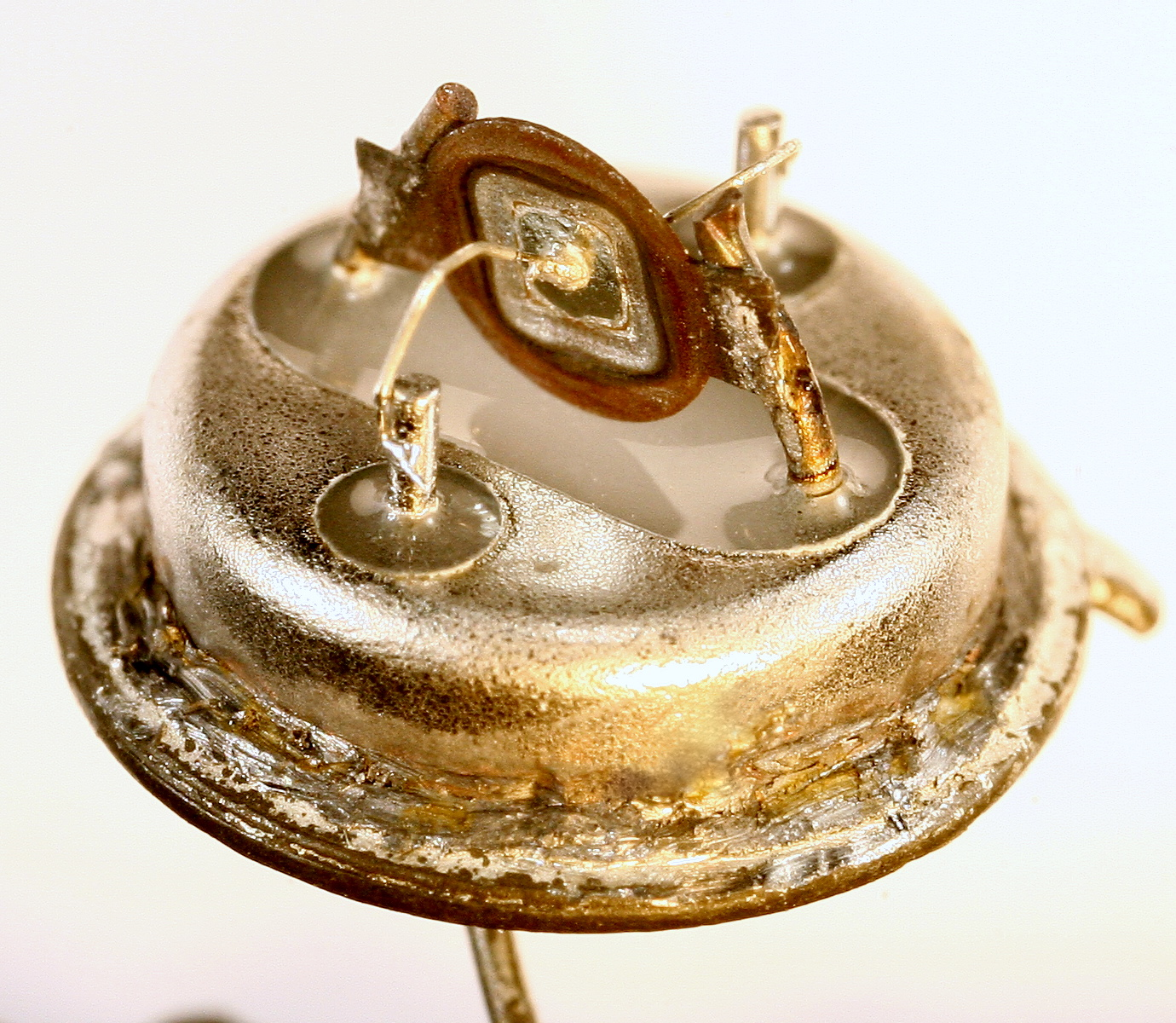
2N404 tranzistor bipolar cu germaniu produs de  RCA în 1957
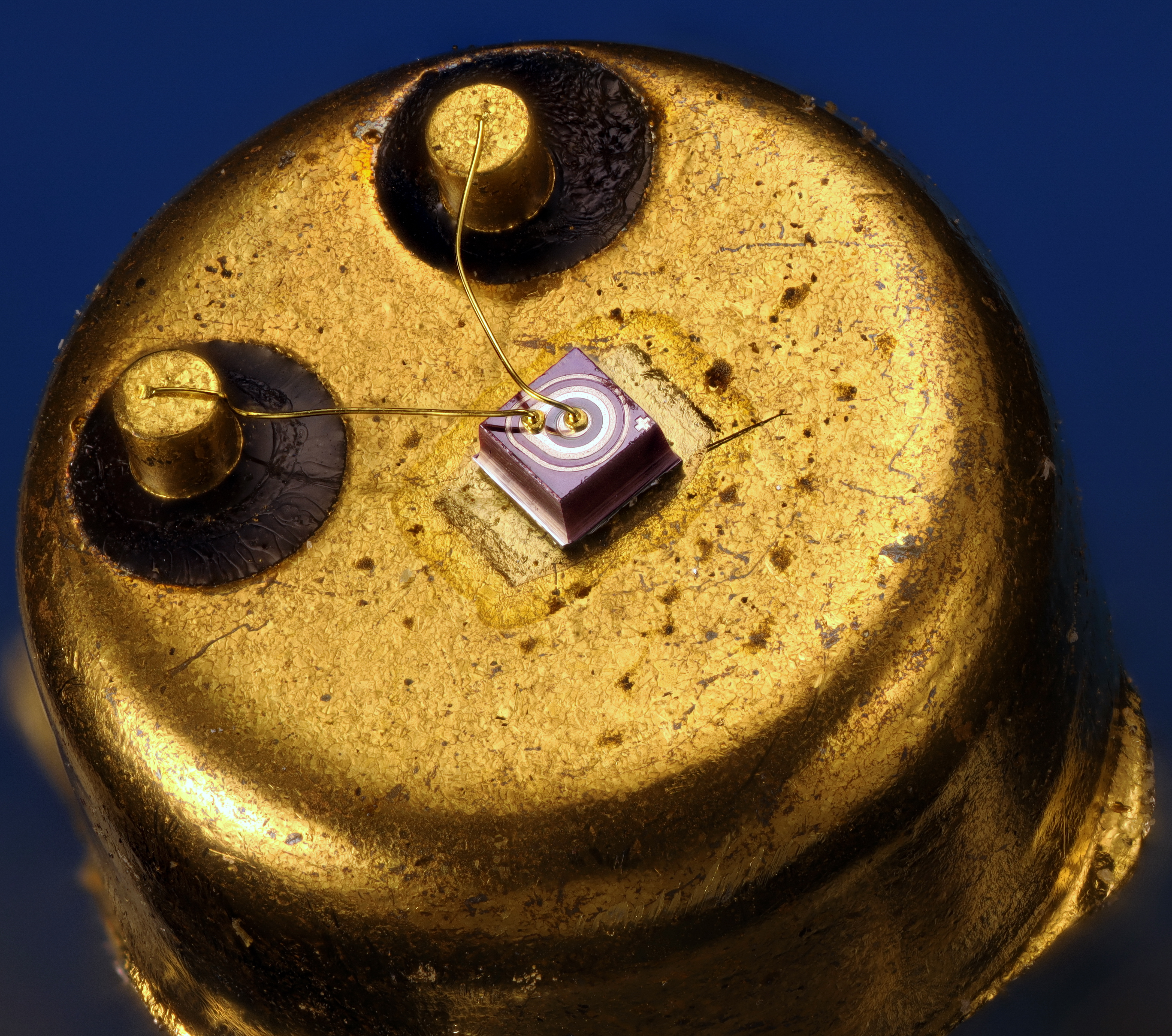
2N930 - cristalul de siliciu, NPN, 45 V, 0.03 A, 300 mW
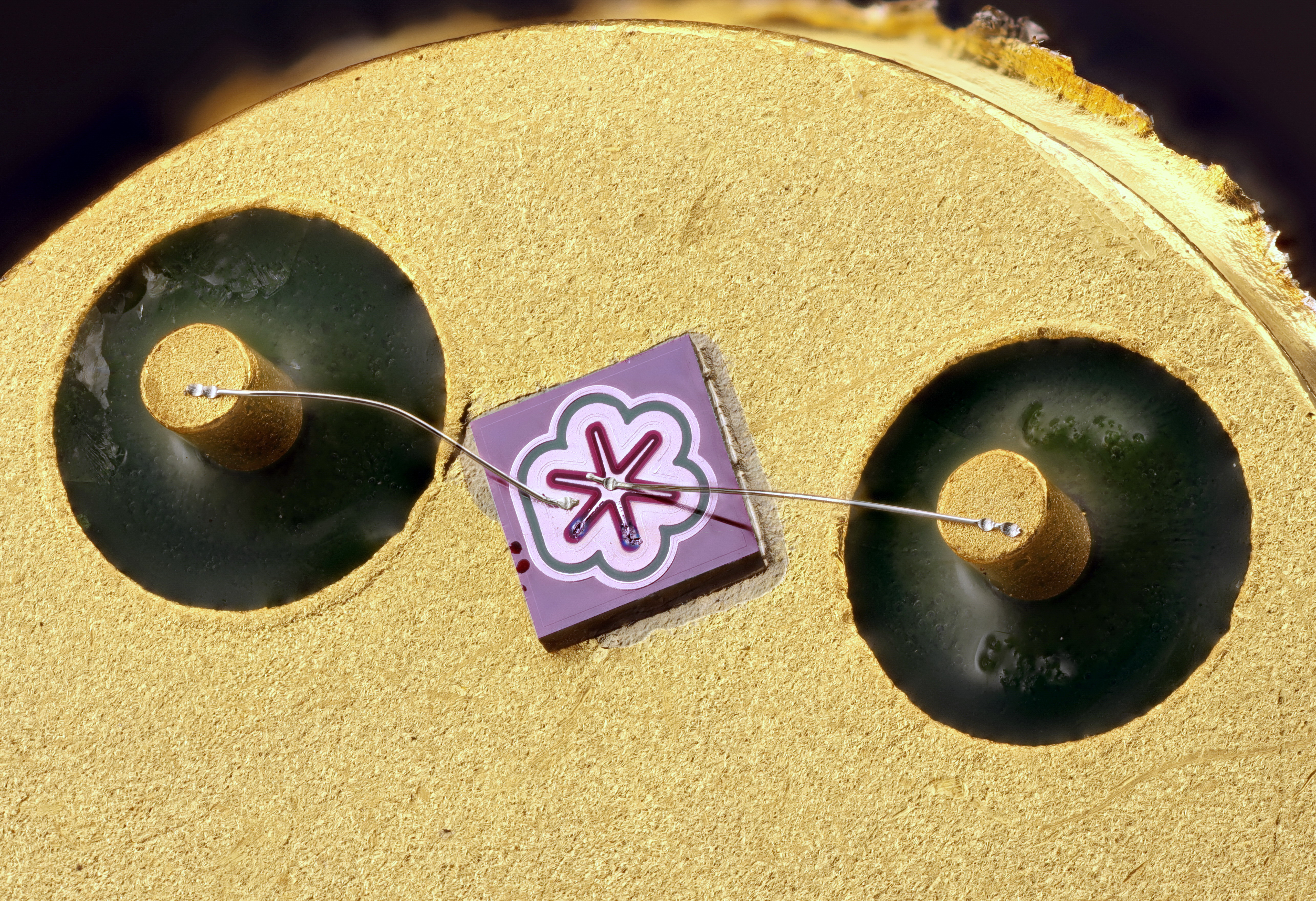
Cristalul de siliciu pentru MM4001, tranzistor PNP, 150 V, 0.5 A fabricat de Motorola
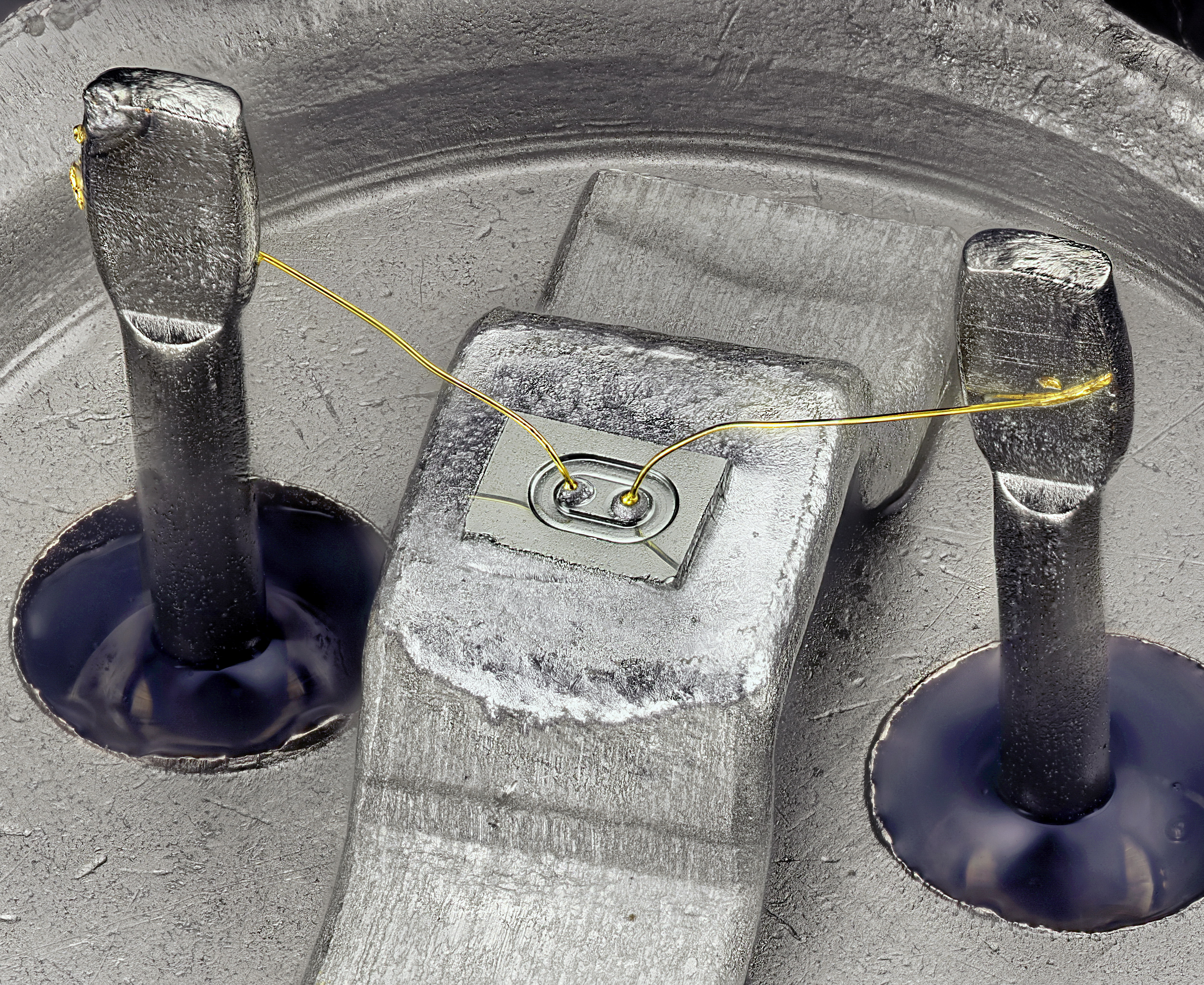
Cristalul de germaniu pentru П416ВП (P416VP):  PNP, 12 V, 0.025 A, 0.1 W
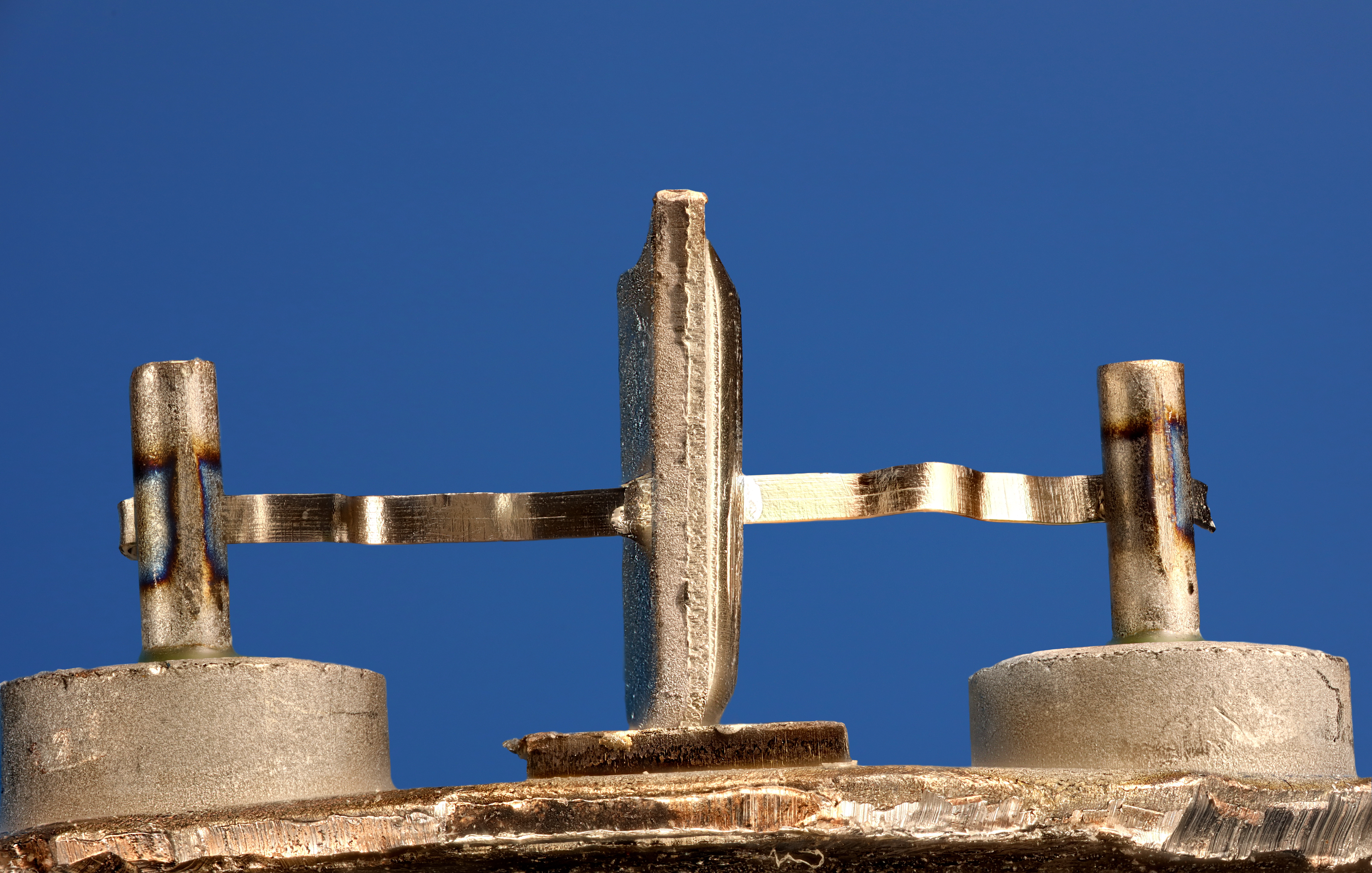
2N1307 tranzistor PNP cu germaniu, 15 V,  0.3 A,  0.15 W, 8 MHz

2.Tranzistoare de putere.
Sunt tranzistoare încapsulate în plastic sau metal și sunt destinate pentru montarea pe radiator. Rezistența termică joncțiune-capsulă la aceste tranzistoare este mai mică de 15°C/W.

Exemple de tranzistoare bipolare de putere
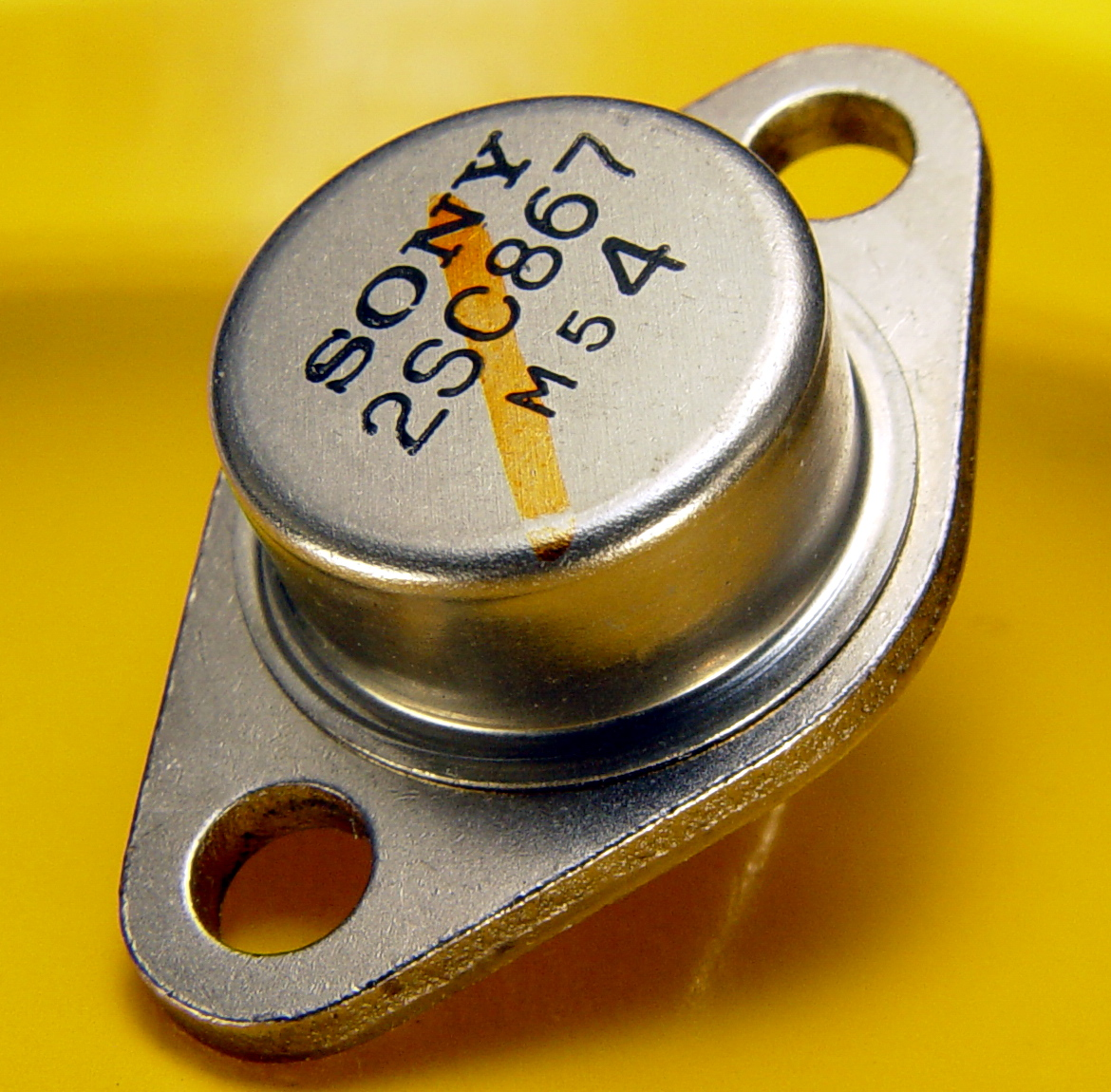
2SC867, NPN, 150 V, 1 A, TO-66
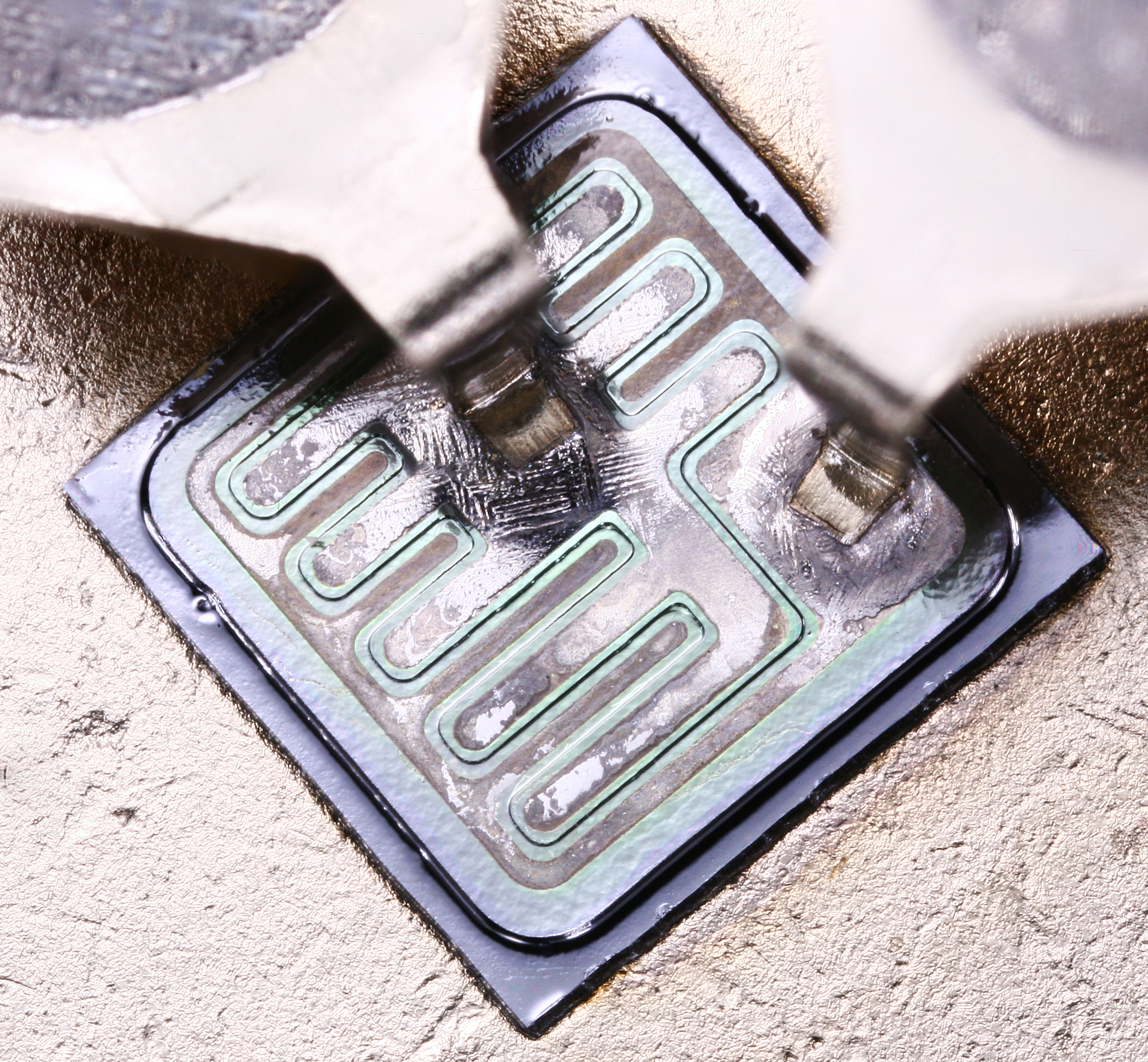
2SC867 pastila de siliciu
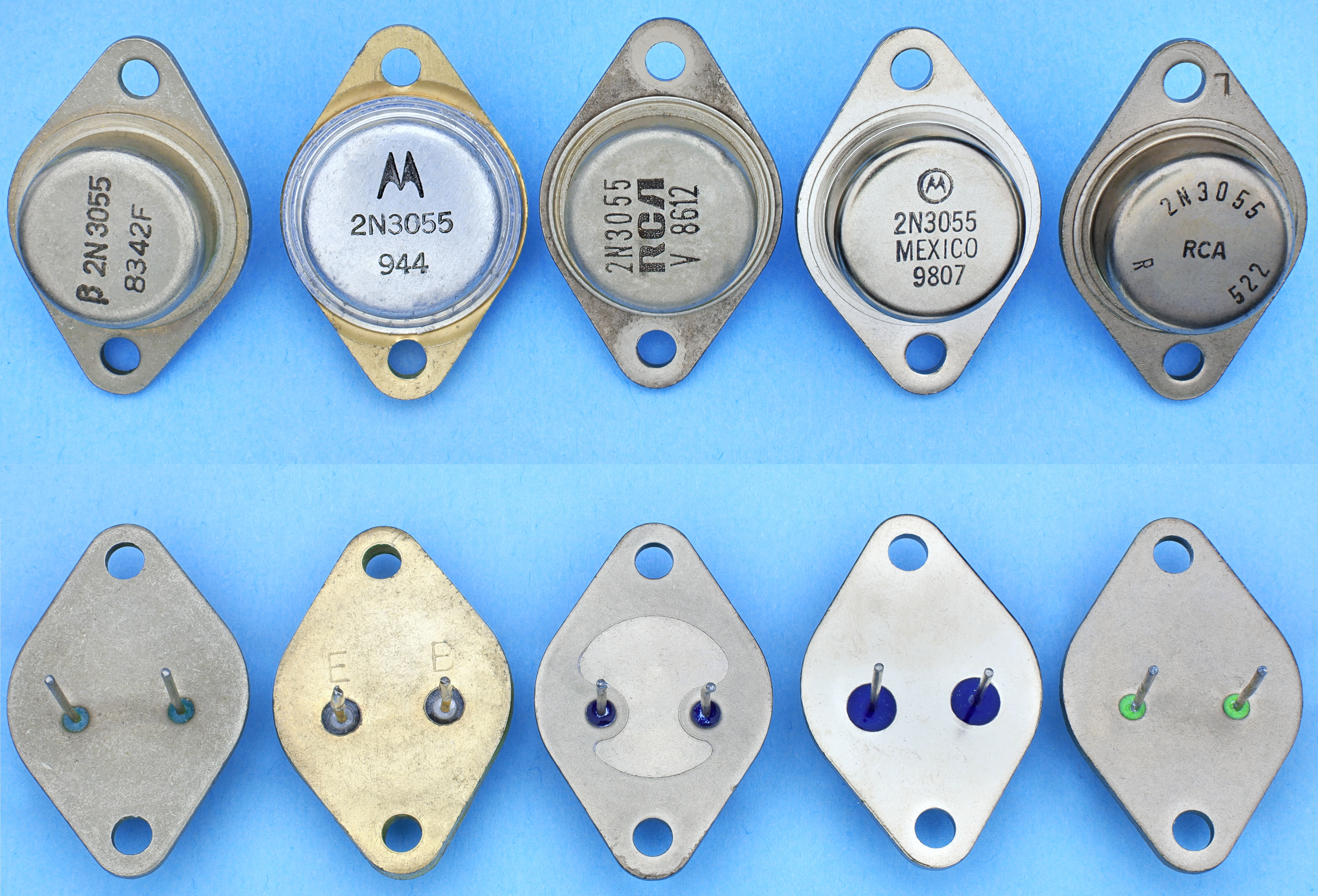
Tranzistoare tip 2N3055: 15 A, 60 V, 115 W, TO-3
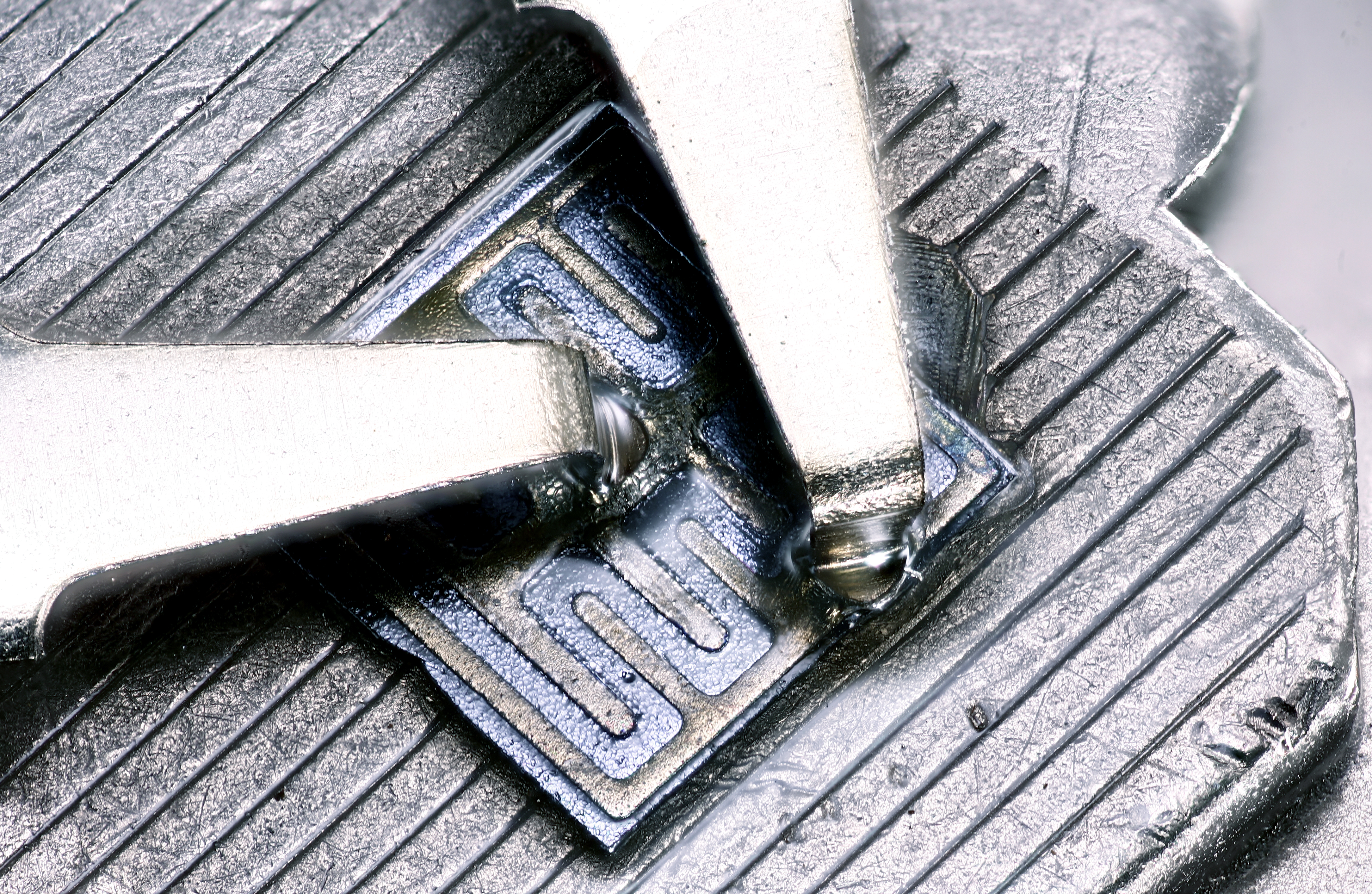
2N3055 pastila de siliciu
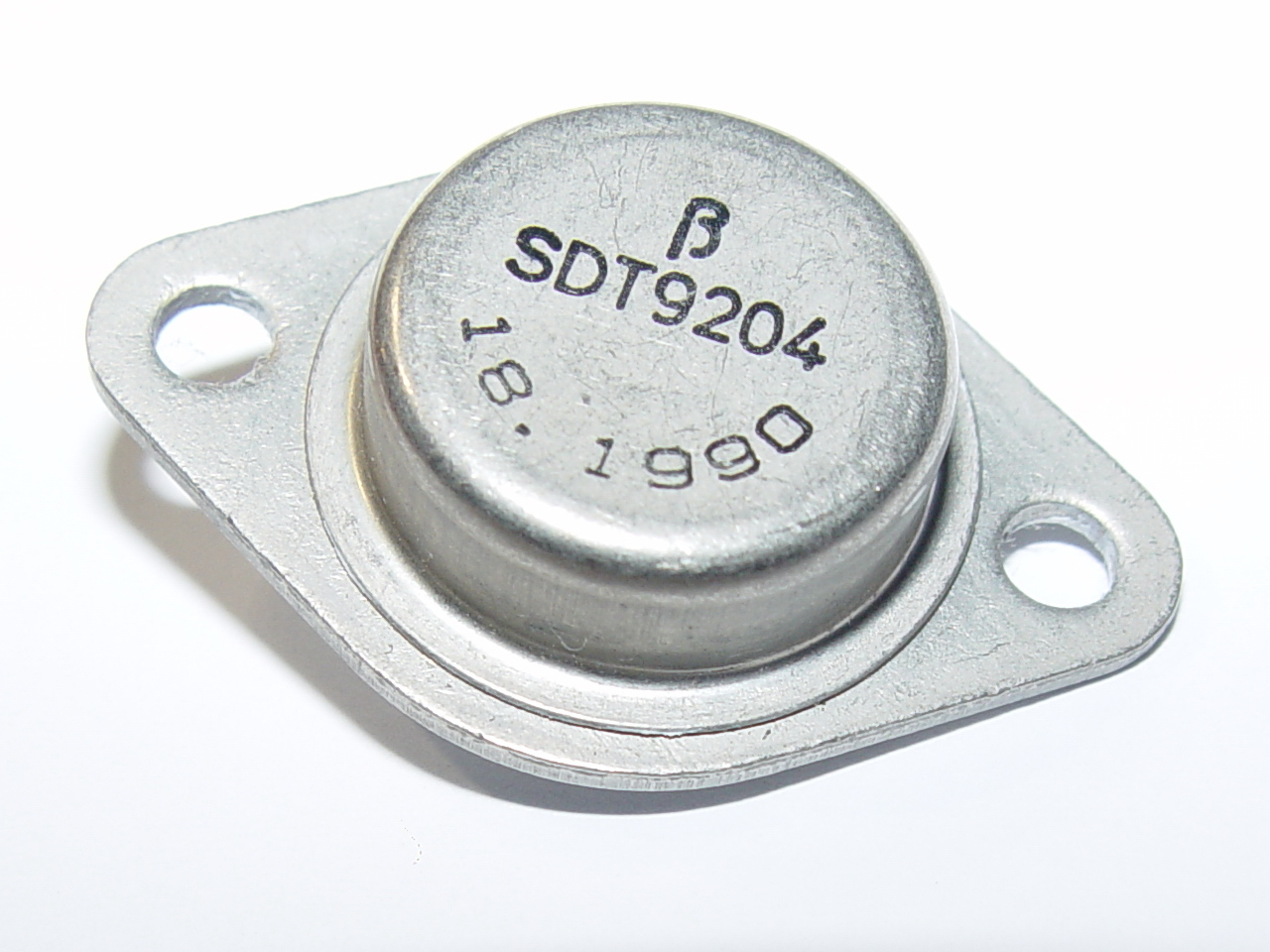
SDT9204:140 V, 15 A, 117 W, 800 KHz, TO-3, fabricat la IPRS Băneasa, România
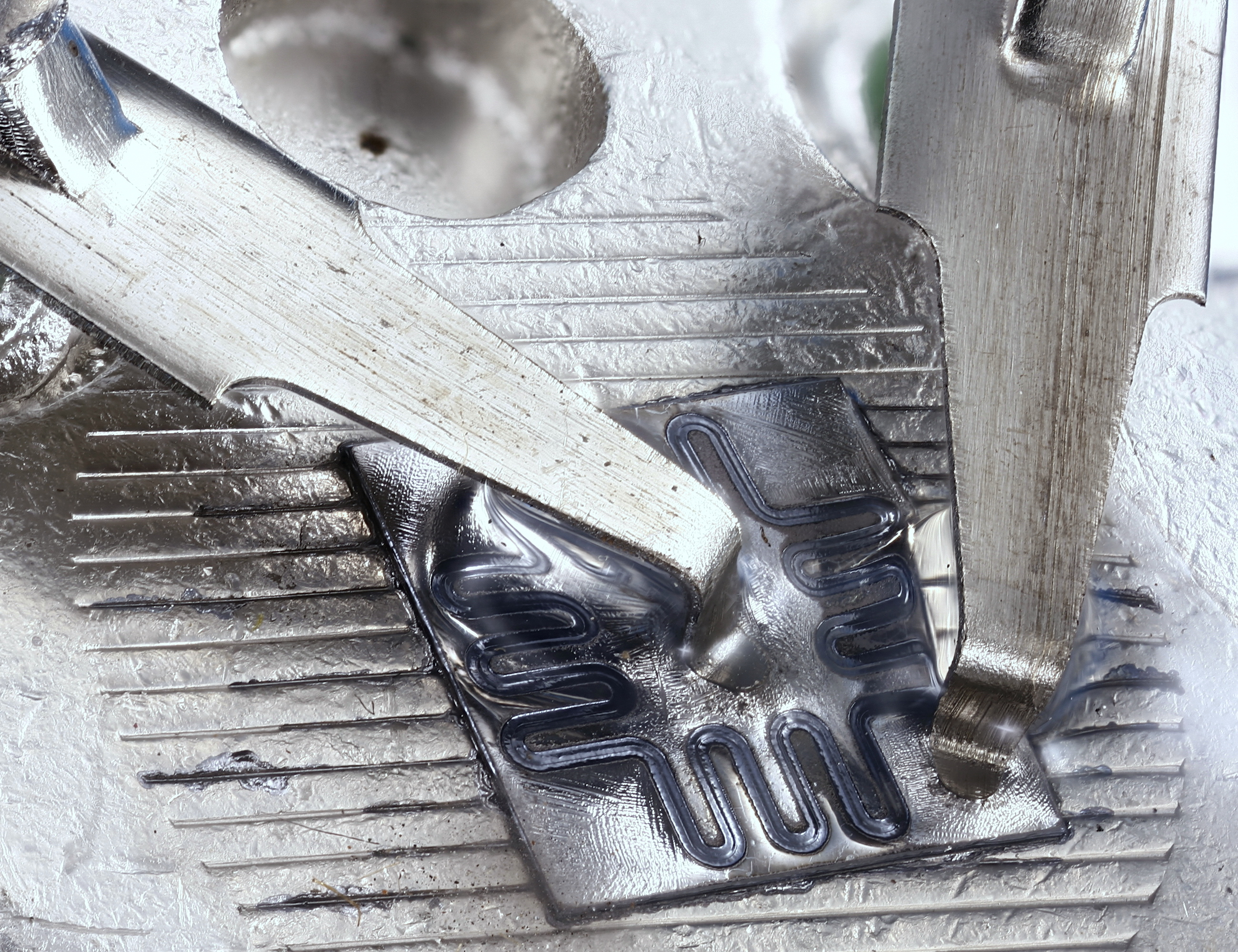
SDT9204 pastila de siliciu